# Podocarpus confertus
Podocarpus confertus — вид хвойних рослин родини подокарпових.

## Поширення, екологія
Країни поширення: Малайзія (Сабах, Саравак). Росте на бідних, піщаних ґрунтах або на відкритих ділянках з ультраосновних порід зазвичай на висотах від 100 до 1200 м над рівнем моря. Може локально утворювати щільні популяції, але зазвичай пов'язаний з різними чагарниками і деревами, хвойними, а також покритонасінними.

## Використання
Де росте як велике дерево цей вид буде цінним і експлуатується задля деревини. Однак, більшість дерев не досягають великих розмірів. Деревина може бути використана для будівництва будинку, підлоги, меблів, конструкцій та столярних виробів, предметів домашнього вжитку, сірників і зубочисток.

## Загрози та охорона
Субпопуляції, які ростуть на рівнині поблизу узбережжя, або на низьких пагорбах, знаходяться під загрозою великомасштабної конверсії в плантації олійної пальми і плантації каучукового дерева.